# Ryszard Czerwiński (fotograf)

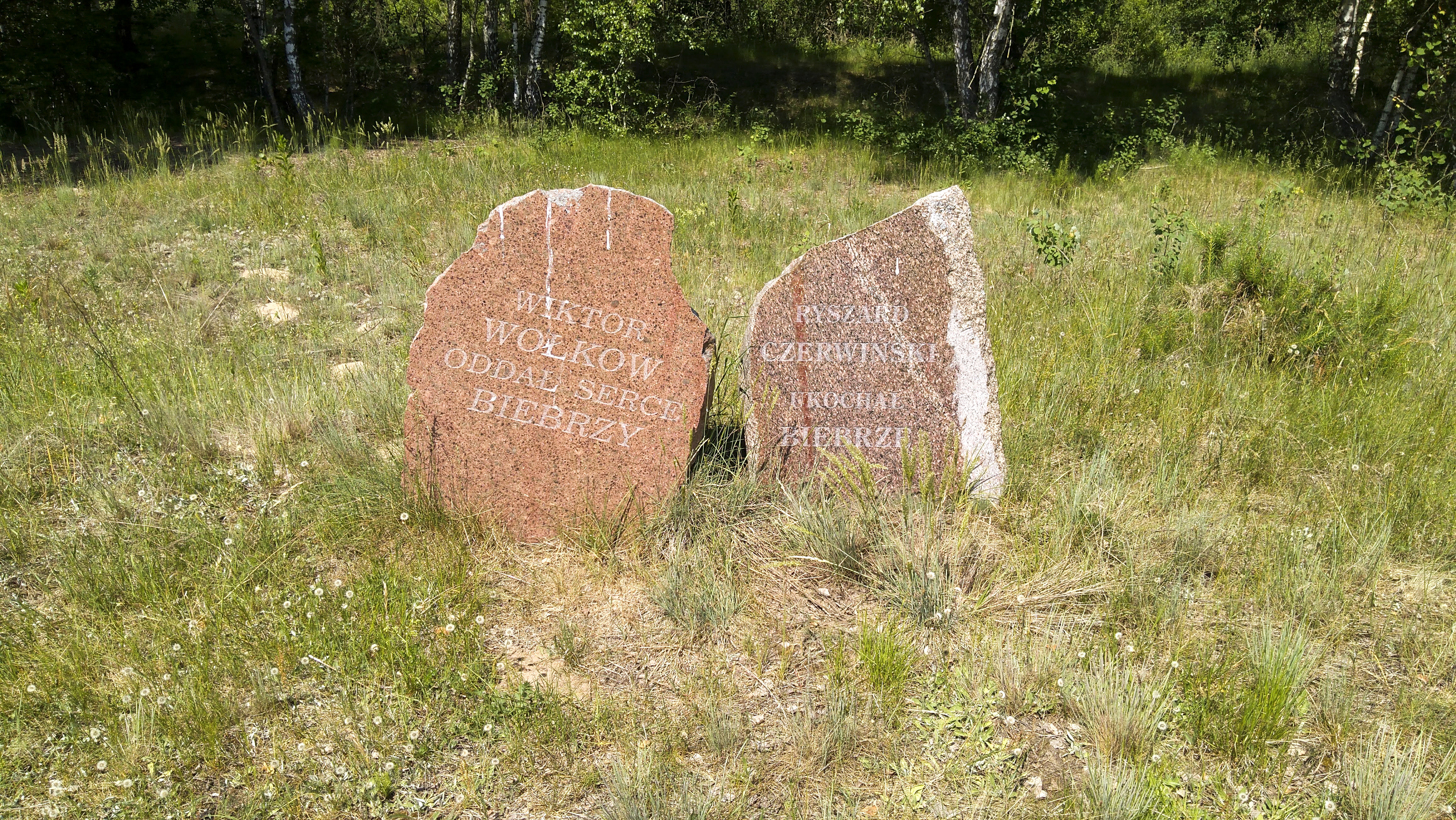
Głaz upamiętniający Ryszarda Czerwińskiego, stojący w Biebrzańskim Parku Narodowym

Ryszard Czerwiński (ur. 4 października 1937 w Wilnie zm. 14 listopada 2010 w Olsztynie) – polski fotograf. W 1977 został przyjęty w poczet członków Związku Polskich Artystów Fotografików – nr. legitymacji 450.

## Życiorys
W latach 50. przeprowadził się do Olsztyna. W latach 60. był korespondentem telewizji, robił też programy przyrodnicze dla Niemców i Amerykanów.
Do wydanych przez niego albumów z fotografiami przyrody polskiej należą m.in.: „Karkonosze”, „Warmia i Mazury”, „Cuda Polski”, oraz „Pejzaż Polski”. Zmarł 14 listopada 2010.